# 福島義久
福島 義久（ふくしま よしひこ、1935年3月26日 - 1996年5月6日）は、日本の経済学者。専門は国際経済学、国際貿易論。

## 経歴
1935年に埼玉県北葛飾郡松伏領村に生まれる。1953年に埼玉県立本庄高等学校を卒業、1958年に横浜市立大学商学部経済学科を卒業、1961年に慶應義塾大学大学院経済学研究科修士課程を修了、そして1964年に同博士課程を単位取得退学する。1961年に慶應義塾大学商学部副手、1962年に同助手、1968年に同助教授、1977年に同教授となる。国際経済学会に所属し、幹事と理事を務めた。
大学院では山本登の指導を受け、副手となってからは白石孝の指導を受けた。白石研究会に所属した同大学の唐木圀和とは、合宿や学会出張などを共にした。
教育にも尽力し、学部からの指導学生には粕谷雄二と倉持俊弥、大学院からの指導学生には遠藤正寛がいる。福島ゼミの卒業生は「福島会」を組織し、卒業後も交流を続けた。

## 研究
貿易政策、経済発展論、投資プロジェクトの評価方法などの研究に取り組んだ。国際貿易論の一般均衡理論の研究においては、チャールズ・キンドルバーガーやハリー・G・ジョンソン、マレー・ケンプ、ジャグディーシュ・バグワティー、渡辺太郎の影響を強く受けた。関税の経済的効果の分析、為替切り下げの経済的効果の分析などを行った。